# Biggest Hits
Bigges Hits je kompilacija Johnnyja Casha, objavljena 1984. u izdanju Columbia Recordsa. Iako naslov sugerira da se radi o najvećim hitovima, jedine popularne pjesme uvrštene na CD su bile "Boy Named Sue" i "The Ballad of Ira Hayes", a osam preostalih su bile one koje je Cash uvrštavao na prethodne albume i one zaboravljene.

## Popis pjesama
1. "The Baron"
2. "The Ballad of Ira Hayes"
3. "It'll Be Her"
4. "Flesh and Blood"
5. "Mobile Bay"
6. "A Boy Named Sue"
7. "The L & N Don't Stop Here Anymore"
8. "Bull Rider"
9. "Last Time"
10. "Reverend Mr. Black"